# Exo (formație)
Exo (Hangul: 엑소; stilizat ca EXO) este un grup de băieți sud-coreean-chinez din Seoul. Format de S.M. Entertainment în 2011, grupul a debutat în 2012 cu 12 membri separați în 2 subgrupuri, Exo-K (Suho, Baekhyun, Chanyeol, D.O., Kai, și Sehun) și Exo-M (Xiumin, Lay, Chen și foștii membri Kris, Luhan și Tao), interpretând muzică în coreeană, respectiv mandarină și japoneză.
Primul album al trupei, "XOXO" (2013), ce conține unul dinte cele mai mari hituri ale trupei, "Growl", a fost un succes comercial major. A vândut peste un milion de copii, făcând Exo cea mai bine-vândută trupă coreeană din ultimii 12 ani.
Din 2013 până în 2019, albumele lansate de Exo le-au adus câștigul a numeroase premii, incluzând 4 câștiguri consecutive a Discului Daesang la Golden Disc Awards, premiul "Albumul Anului" la Mnet Asian Music Awards (MAMA) și premiul Daesang la 
Seoul Music Awards . Al cincilea album al trupei, "Don't Mess Up My Tempo" (2018), a devenit cel mai bine vândut album al trupei până la zi, cu peste 1.9 milioane de copii vândute în Coreea de Sud. Cel de-al cincilea album "Don't Mess Up My Tempo" (2018) a debutat pe numărul 23 pe US Billboard  200.
De la primul turneu al trupei în 2014, intitulat Exo from Exoplanet #1 - The Lost Planet , trupa a ținut peste 100 de concerte în intervalul a patru turnee și a participat în multe altele.Exo sunt cunoscuți și pentru munca lor în afară industriei muzicale, incluzând reprezentarea unor branduri precum Nature Republic sau Samsung, sau campanii filantropice "Smile for U", un proiect între SM Entertainment și UNICEF care a început în 2015, la care Exo continuă să participe.

## Vezi și
- Kpop

## Legături externe
- Exo official website Arhivat în 31 iulie 2017, la Wayback Machine. (în coreeanǎ)